# Іллінецький заказник
Ілліне́цький зака́зник — ботанічний заказник загальнодержавного значення в Україні. Об'єкт природно-заповідного фонду Вінницької області.
Розташований в Іллінецькому районі Вінницької області, в околицях села Борисівки, що на південь від міста Іллінці.
Площа 432 га, Статус надано 1984 року. Перебуває у віданні Іллінецький ДЛГ (Іллінецьке л-во, кв. 35-37, кв. 47-50).

## Стисла характеристика
Статус надано для збереження лісового масиву в басейні річки В'язовиця (права притока Собка). Масив типовий для плакорів Подільської височини. Переважають дубово-грабові та дубові ліси з домішкою ясена, явора, черешні. У підліску — ліщина, бруслина європейська, свидина. Багатий трав'яний покрив утворюють осока волосиста, зірочник лісовий, яглиця звичайна, копитняк європейський. З рідкісних рослин, занесених до Червоної книги України, трапляються цибуля ведмежа, скополія карніолійська, любка зеленоквіткова, любка дволиста, гніздівка звичайна, коручка чемерникоподібна.

## Детальний опис
За фізико-географічним районуванням України ця територія належить до Вінницько-Дашівського району області Подільського Побужжя Дністоровсько-Дніпровської лісостепової провінції Лісостепової зони. Для території, на якій розташовано заказник, характерними є хвилясті, з яругами й балками, лесові височини з сірими і темно-сірими опідзоленими ґрунтами. З геоморфологічної точки зору описувана територія являє собою підвищені сильнорозчленовані лесові акумулятивні рівнини позальодовикових областей.
Клімат території є помірно континентальним. Для нього характерне тривале, нежарке літо, і порівняно недовга, м'яка зима. Середня температура січня становить -6,5°... -6°С. липня + 19°...+ 19,5°С. Річна кількість опадів складає 550-525 мм.
За геоботанічним районуванням України ця територія належить до Європейської широколистяної області, Подільсько-Бесарабської провінції. Вінницького (Центральноподільського) округу. Даний заказник створено, переважно, для охорони типових лісових угруповань розчленованих високих плато -грабово-дубових та дубових лісів; практично всі ці угруповання, які добре збереглися, занесені в "Зелену книгу України".
Найбільш інтенсивно дреновані вузькі пасма займають грабоводубові ліси, які створюють характерний еколого-фітоценотичний ряд: у верхніх частинах схилів переважають грабово-дубові ліси волосистоосокові, в середніх - зірочникові або маренкові, а в нижніх - копитнягкові та яглицеві типового складу та будови. Деревостани їх двоярусні. Перший ярус висотою до 28-30 м утворюють дуб, ясен високий, черешня пташина. Другий ярус заввишки 22-27 м складають граб звичайний, клен гостролистий, ільм гірський, липа дрібнолиста. Підлісок відсутній, представлений поодинокими кущами ліщини
звичайної, бересклету європейського та бородавчатого. Травостій середньогустий, покриттям 40-60%, утворюють, переважно, неморальні види: осока волосиста, зірочник лісовий, копитняк європейський, маренка пахуча, медунка темна, осока пальчата, мерінгія трижилкова, купина багатоквіткова та широколиста, дзвоники рапунцелевидні та кропиволисті тощо.
На більш широких плакорах зростають угрупування дубових лісів ліщиново-копитневих та ліщиново-зеленчукових, а на їхніх схилах - ліщиново-зірочникових та ліщиново-волосистоосокових.
В заказнику є ділянки лісів, внесених в "Зелену книгу Украпи": грабово-дубові ліси скополієві, грабово-дубові’ ліси ведмежоцибулеві, грабово-дубові ліси барвінкові.

## Галерея

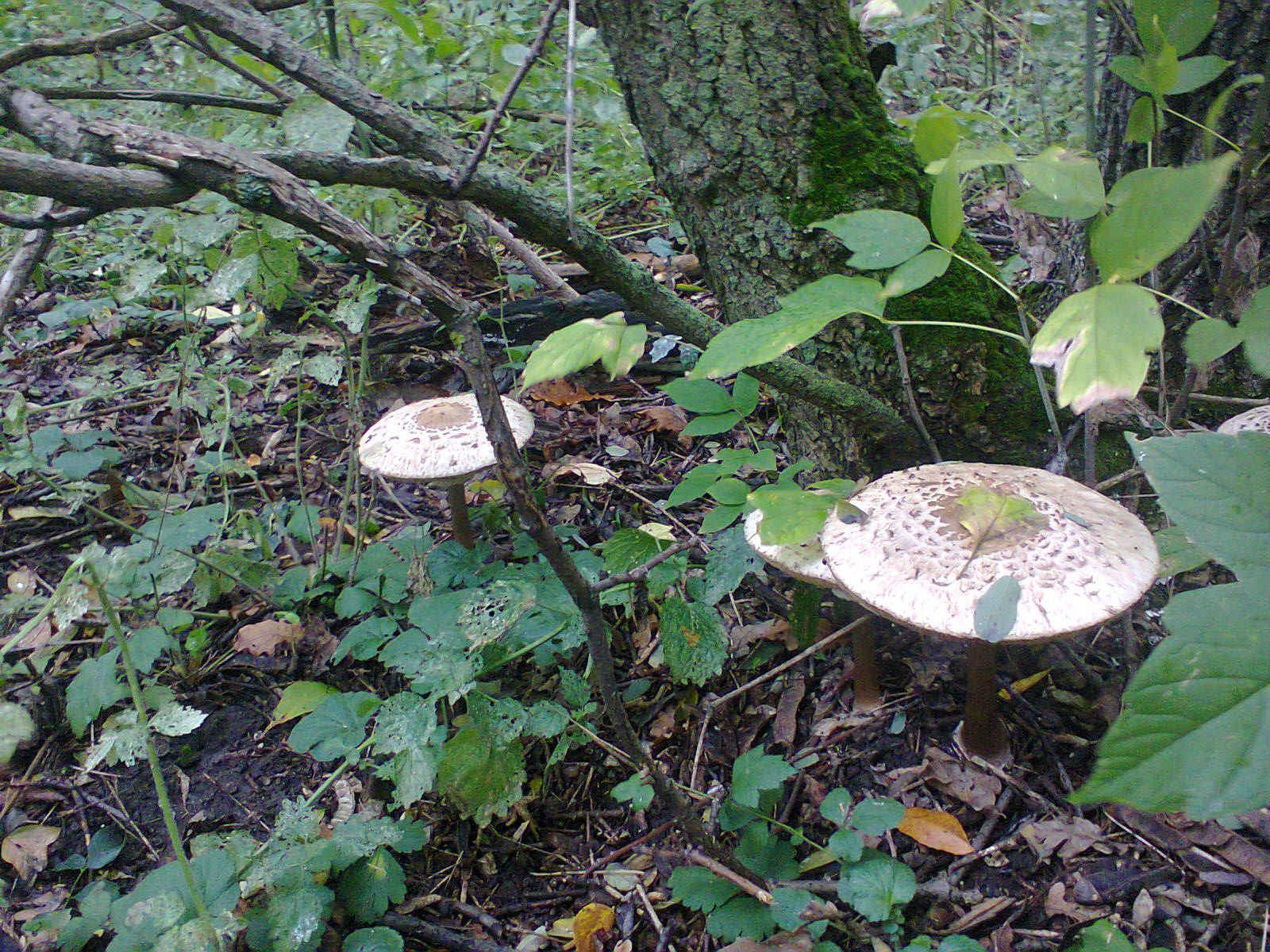
Гриби
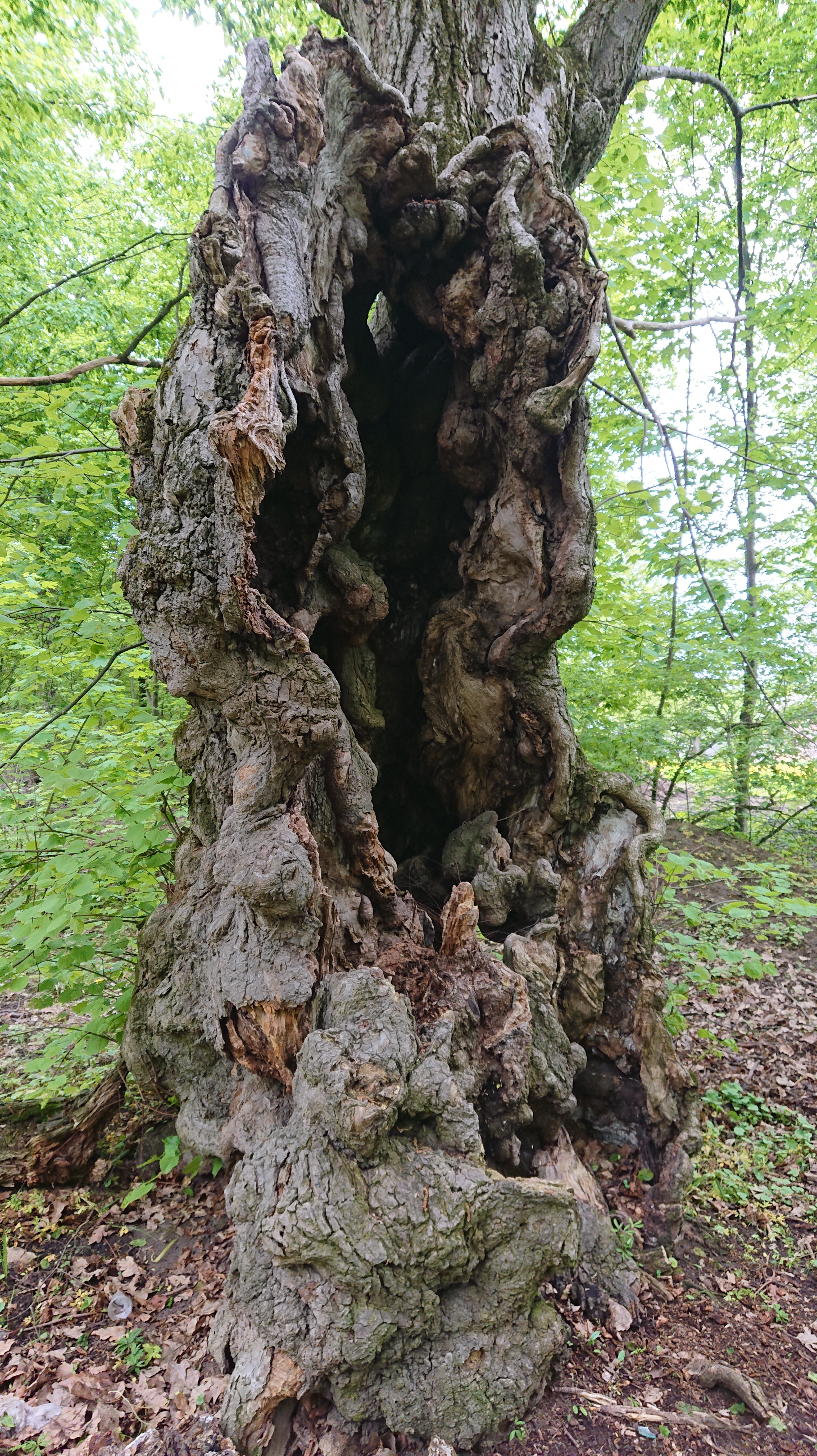
Стовбур старої липи
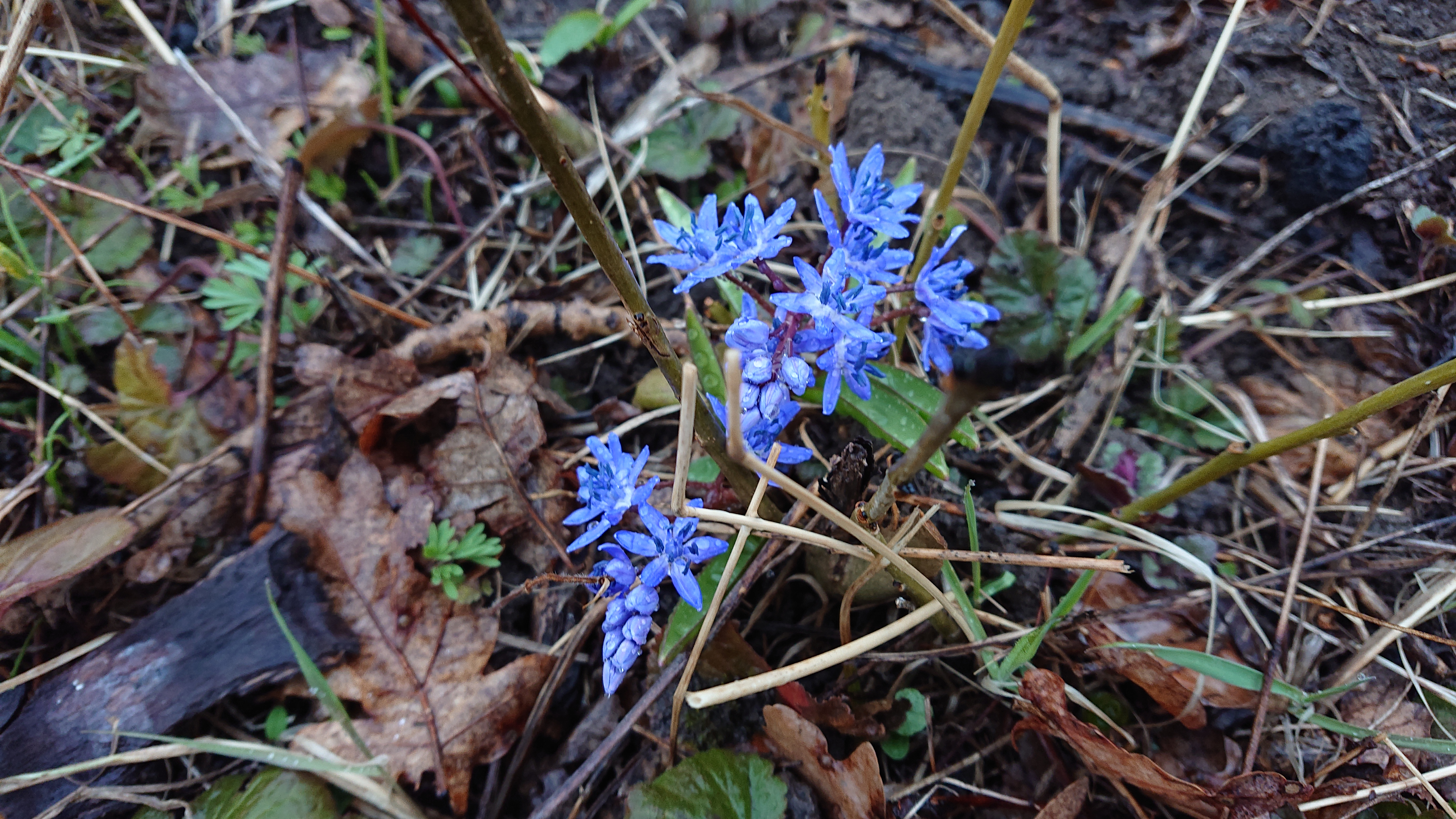
Блакитний пролісок у заказнику
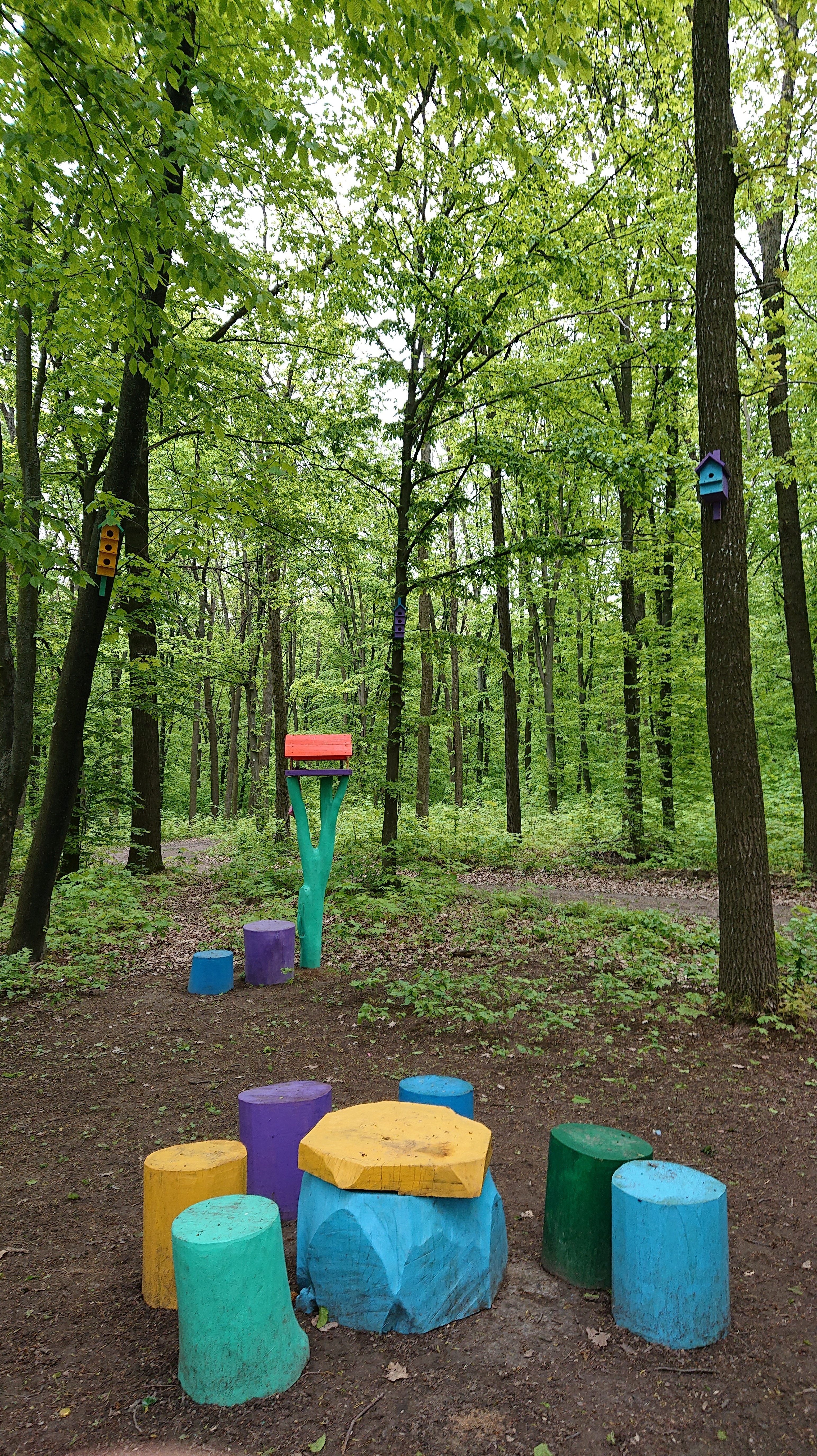
Іллінецьке лісництво